# 経塚

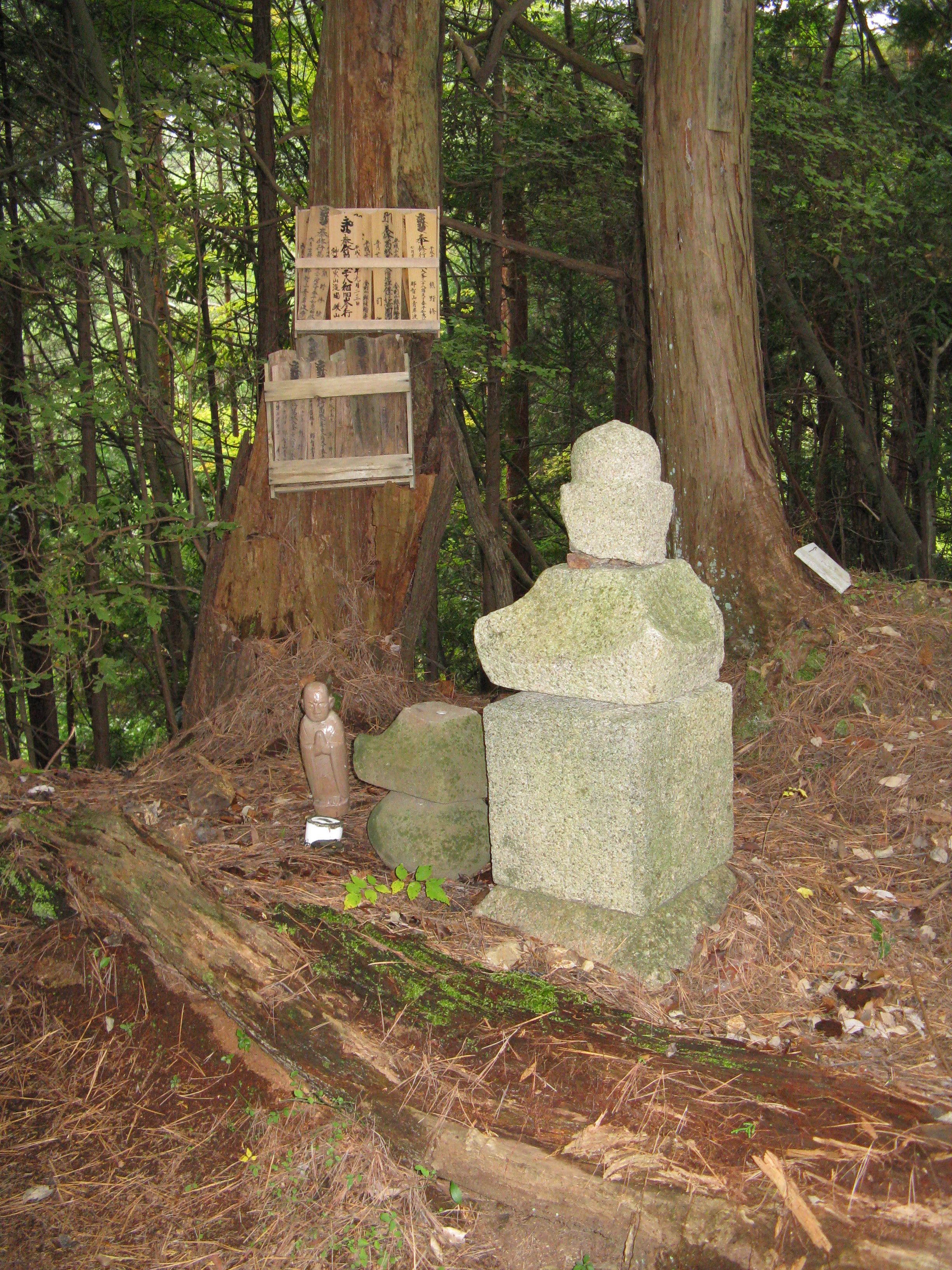
経塚の例（葛城二十八宿　第十五番経塚）

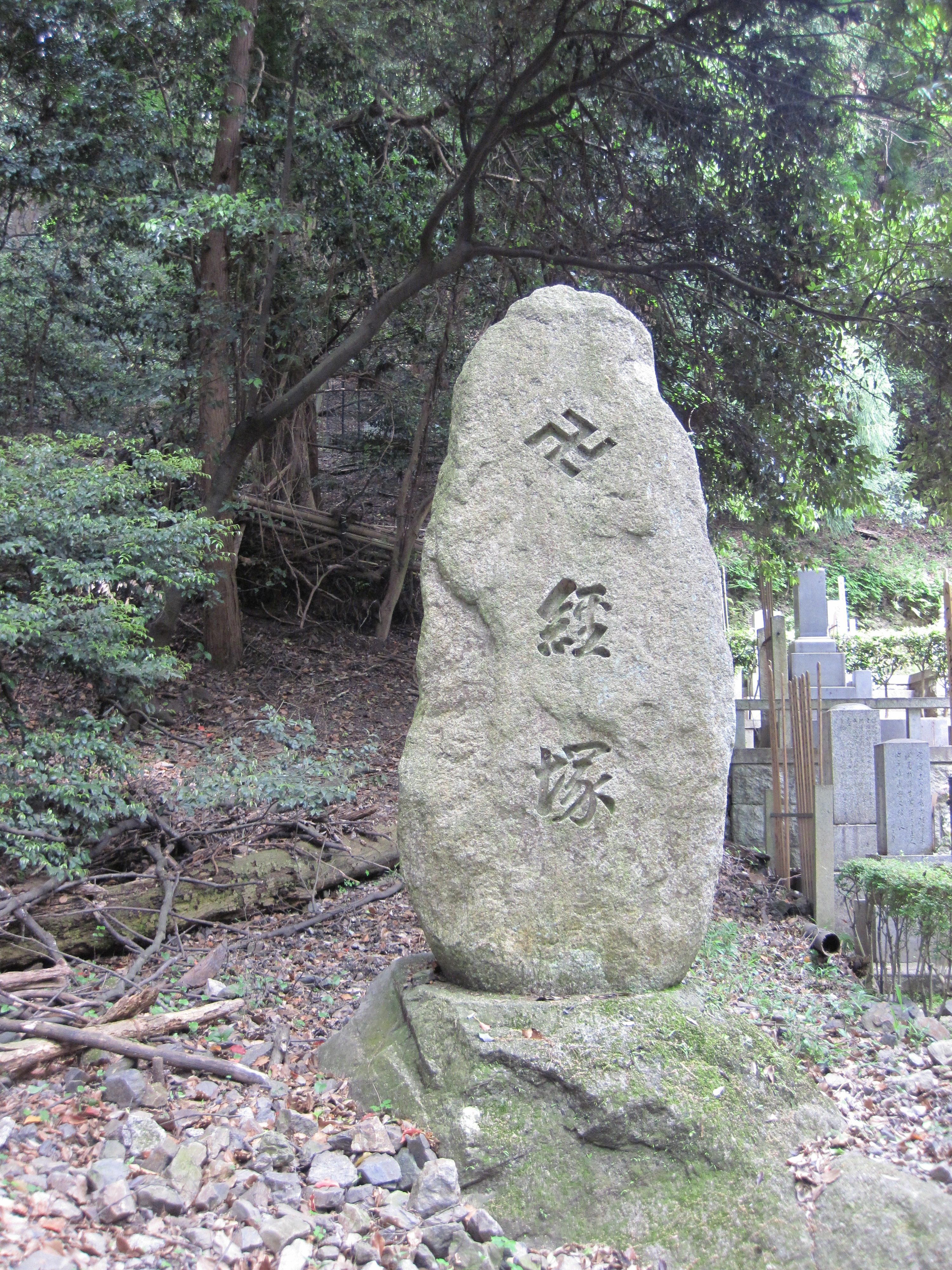
経塚の例（法然院墓地）

経塚（きょうづか）とは、経典を土中に埋納した塚。仏教的な作善行為の一種で、経塚を造営する供養のことを埋経という。

## 概要

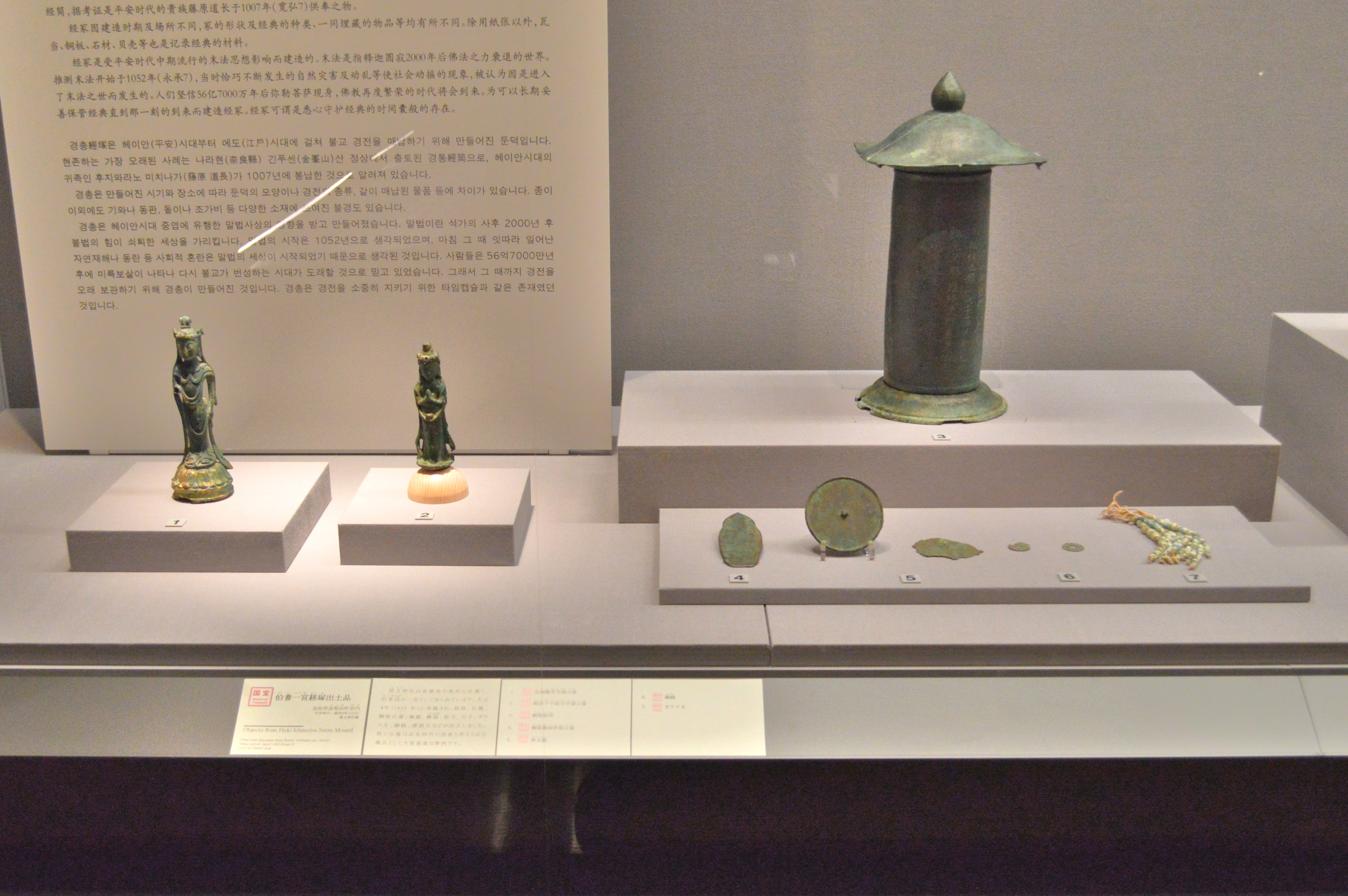
伯耆一宮経塚出土品（国宝）倭文神社（鳥取県湯梨浜町）境内出土。東京国立博物館展示。

仏教経典を書写する写経は国家仏教中心の奈良時代には官営事業として行われていたが、平安時代には浄土思想が普及し、個人的な祈願成就を目的に行われるようになった。
経塚は、永承7年（1052年）に末法の世が訪れるという予言思想である末法思想の影響で成立した信仰形態であると考えられており、起源は中国や朝鮮半島にあるとも言われる。
埋納される仏経典は主に法華経であるが、『般若心経』『阿弥陀経』『弥勒経』『大日経』『金剛頂経』『理趣経』などが用いられることもあり、『無量義経』や『観音堅経』などの開経・結経が添えられる場合がある。経典は紙に写経された紙本経である場合が多いが、粘土板や銅版、礫石、瓦、貝殻などが用いられることもある。経典は容器として金属製の経筒に納められ、経筒には銘文が彫られる。
経筒は小型の筒型であるが、箱型六角形のものや装飾が施された宝塔形のものもあり、上部に蓋がされる。経筒はさらに金属製や陶製、竹製などの外容器で入れ子にされることもある。埋納は、和鏡、銭貨、刀身、小仏、玉などの副納品や除湿剤として充填される木炭とともに埋納される。
埋納される場所は霊地や聖地と位置付けられている山頂や神社境内である場合が多く、土中や土上に石室が作られて安置され、封土が盛られる。洞窟や岩壁の隙間に造営されることもあり、中世には死者の追善的意味も加わり、路傍や墓所においても造営されている。

## 起源から中世まで
葛城二十八宿（かつらぎにじゅうはっしゅく）は、役小角が法華経八巻二十八品を埋納したとされる経塚であり、葛城二十八宿経塚、葛城修験二十八宿などとも呼ばれるが、これが最古の経塚である。
初期の経塚のうち著名なものとしては、寛弘4年（1007年）に藤原道長が大和国金峰山山頂に造営した金峰山経塚がある。
12世紀を盛期に一時衰退するが、中世には廻国聖が諸国で納経活動を行って庶民の間で広まり、現世利益や追善供養の意味が加わる。
富山県の五箇山一帯では、室町時代に集落単位で集団改宗した際に、それまで使用していた仏具や経典を埋めて経塚とした例がある。

## 近世
小型経筒を用いた経塚は近世には衰退し、代わって扁平な小石（礫石）に経典の字句のうち一文字を書写し、それを多数埋納する一字一石経や、複数文字を書写した多字一石経を納める経塚（このような経塚を「礫石経塚」と呼称することがある）が流行する。一石経も地中へ埋納して封土で覆われ、供養碑が立てられる場合もある。近世の経塚造営は農業生産の増加や貨幣経済の浸透を前提とした宗教行為の流行を背景に成立し、納経は寺院が主導し、多数作善思想のもと多数の人が加わって行われたという。